# Roger Verneaux
Roger Verneaux (1906-1997) é um padre católico francês, professor de filosofia moderna, especialista no pensamento de Immanuel Kant e autor de inúmeras obras.

## Biografia
Nasceu em Saint-Quentin (Aisne) em 17 de janeiro de 1906 e morreu em 10 de fevereiro de 1997.
Entrou no Séminaire des Carmes, em Paris, em 1924 e teve como professor de filosofia moderna Jacques Maritain. Foi ordenado padre em 4 de abril de 1931. Em 3 de junho de 1936, defendeu sua tese de doutorado em filosofia sobre "As fontes cartesianas e kantianas do idealismo francês", publicado nas Éditions Beauchesne. Passa a ensinar, então, no seminário de Soissons.
Em junho de 1944, foi nomeado professor titular da cadeira de Crítica do conhecimento na faculdade de filosofia do Institut catholique de Paris. Saiu, então, do seminário de Soissons, e nessa ocasião foi nomeado cônego honorário da catedral pelo bispo Predefinição:Mgr Mennechet
Em janeiro de 1945, defende seu doutorado de Estado sobre "O idealismo de Renouvier" e sobre "Renouvier, discípulo e crítico de Kant", teses publicadas nas edições Vrin. Em 1965, foi-lhe confiado um curso de filosofia moderna sobre Kant que motivará a publicação de outras obras. Em 1969, participa na fundação do Institut de Philosophie Comparée (IPC), em Paris, que se tornou hoje em dia IPC - Facultés Libres de Philosophie et de Psychologie, onde ensinava a filosofia moderna.
Durante sua carreira de professor, publicou numerosos trabalhos sobre Kant, bem como manuais de história da filosofia que foram reeditados várias vezes. 
Ele sai do Instituto Católico de Paris em 1975, após trinta anos de ensino, depois se aposenta do Instituto de Filosofia comparada em 1983, Em 1989, entra na casa Notre-Dame de Saint-Quentin, onde passará o resto de sua vida.

## Itinerário intelectual
Durante seu serviço militar em 1927, o jovem Roger Verneaux adquire icterícia que o imobiliza durante um mês. Consagra o seu tempo à leitura da Suma contra os Gentios de Santo Tomás e mais tarde contará que essa leitura o conduziu à filosofia realista.
Escreve na introdução de sua tese de doutorado: "Toda a erudição do mundo não fará jamais uma filosofia,que não é nada senão a vida e a atividade de um pensamento, de um esforço pessoal de reflexão, um amor puríssimo pela verdade. »